# Agathia curvifiniens
Agathia curvifiniens är en fjärilsart som beskrevs av Louis Beethoven Prout 1917. Agathia curvifiniens ingår i släktet Agathia och familjen mätare. Inga underarter finns listade i Catalogue of Life.